# 니이가키 리사
니이가키 리사(新垣里沙, 1988년 10월 20일 ~ )는 일본의 여성 아이돌 그룹 모닝구무스메의 전 멤버, 제7대 리더이자, 헬로! 프로젝트의 전 멤버, 제3대 리더이자, 가수, 배우이다. 애칭은 가키상, 오마메짱, 니이니이, 니이가키 리사짱. 가나가와현 요코하마시 출신이다.

## 인물, 에피소드
- 조부모는 오키나와현 출신(「니이가키(新垣)」는 오키나와 특유의 성씨이다).
- 참을성 있는 성격. 하지만 본인은 "덜렁거리고 성격이 급해요"라고 한다. 한편 요령이 좋은 점도 있다.
- 할머니를 바바짱(ババちゃん)이라고 부른다.
- 시력이 양쪽 모두 2.0.이며 콘서트 때 뒷좌석과 2, 3층석까지 잘 보인다고 한다.
- 취미는 액세서리 모으기, 농구이며 특기는 전자오르간 모닝구무스메 가입 전에는 체리즈라는 농구팀 주장으로 농구를 한 경험이 있다.
- 「마음에 드는 얼굴 부위는 트레이드 마크인 눈썹(상당히 진하고 굵다). 그것을 살려서 "마유게빔"(마유게는 일본어로 눈썹)이라는 개인기를 가지고 있다.
- 가입 전부터 모닝구무스메의 대 팬. 2002년초에 열린 헬로! 프로젝트 콘서트 대기실 토크에서 모닝구무스메의 브로마이드와 트레이딩 카드 등을 가입 후에도 자기 돈으로 산 적이 있다고 밝혔다.
- 몬쟈야키를 굽는 독자적인 방법(니이가키가류 몬쟈)을 가지고 있어, 텔레비전 방송에서 가끔씩 피로하고 있다.
- 2006년 초봄에 개최된 "Hello! Project 2006 Winter ~원더풀 하츠~"에서 의상에 달린 번호는 21(니=2, 이=1).
- 대한민국을 좋아해서 한국어를 공부하고 있다. 자신이 속해 있던 그룹인 모닝구무스메의 팬이다.
- 동경하는 멤버는 아베 나츠미. 데뷔 이래 일관되게 그녀를 흠모해왔다. 자신이 메인으로 출연한「하로프로아워」의 오프닝에서는 아베의 곡을 불렀다.
- 애칭은 당초 주로「오마메(짱)」,「니이니이」였지만,「메챠×2 이케테루!」의 스페셜 기획 방송「사립 오카무라 여자고등학교 시리즈」의 깜짝 테스트에서 나인티나인의 오카무라 다카시와 요이코의 하마구치 마사루에게「가키상」이라고 불리며, 멤버들과 팬들에게 널리 퍼졌다.
- 또한 이 때, 프랑스, 중국, 한국의 수도를 묻는 문제에「쥬마페르」「챵퐁챵」「하니호헤토」라는 특이한 답안을 연발했다. 오카무라가 쯔지 노조미와 카고 아이를「투톱」이라고 부르는 것에 비해 니이가키는「톱 아래」「1.5열」이라고 불려, 단번에 캐릭터를 확립했다. 그 밖에도 니혼테레비의「FUN」에 출연했을 때의 퀴즈에 페리제독의 초상화를 보고「핑챠포」라고 답하는 등, 쯔지 카고와 마찬가지로 해외, 지리, 역사 인물, 탤런트의 이름을 실수하는 경우가 많다.
- 2006년 12월에 발매된 모닝구무스메。의 미니 앨범『7.5冬冬モーニング娘。ミニ!』내의 캐릭터로서, 가공의 라디오 방송 프로그램『심야의 미드나이트 러브레터』의 DJ인 MC GAKI를 연기하였다. 그 후에도 콘서트의 곡 소개, 콘서트 중의 의상 교체시의 상연 VTR,「우타도킷! ~팝클래식스~」의 Weekly DJ에 MC GAKI로서 등장하고 있다.
- 2007년 5월 6일에 사이타마 슈퍼 아레나에서 열린『모닝구무스메。콘서트 투어 2007 봄 ~SEXY 8 BEAT~』파이널 밤 공연에서, 이 공연을 마지막으로 모닝구무스메。를 졸업하는 리더 (당시) 요시자와 히토미에게 작별의 인사말로「요시자와상이 졸업해버리면 제 안의 모닝구무스메。가 사라져버려요…」라고 발언했다. 이것은 요시자와의 졸업으로, 니이가키가 가입하기 직전에 재적하던 4기 이전의 멤버가 전원 졸업하기 때문이기도 하지만, 이 발언은 모닝구무스메。를 동경해 현재에 이르기까지 쭉 사랑해온 니이가키이기 때문에 할 수 있는 말로써, 팬들의 커다란 공감을 얻은 명언이 되었다.[출처 필요]
- 자타공인의 한국통으로, 하로모니 등의 프로그램에서 한국에 대해 종종 언급하곤 했다. 뿐만 아니라 한국어 실력도 수준급이어서 2007년에 앨범 홍보 차 한국을 공식 방문했을 때 한국어 실력을 선보이기도 했고, 「하로모니@」에서는 '모튜브'라는 모닝구무스메 멤버들의 장기를 보여주는 코너에서, 그녀는 일본의 인기 개그들을 한국어로 번역하여 흉내내 보여주기도 했다.
- 2008년 2월 17일에 일본의 개그맨 코지마 요시오의 '오파삐' 흉내로, 특히 국내에서 인터넷을 통해 동영상이 퍼졌고, 큰 화제가 되었던 적도 있다. 개그의 인트로에서 원래 일본어로 '소레 소레~'라는 부분이 한국어로 '영차 영차~'라는 부분으로 번역되면서, 이것이 그녀가 흉내낼 때 '연자 연자~'라고 말하는 것처럼 들린다. 그 이후로 국내 팬들 사이에서는 그녀에게 '연자'라는 애칭을 지어주었고, 널리 쓰이고 있다.[출처 필요]
- 모닝구무스메 재적 기간은 10년 8개월 22일이며, 미치시게 사유미에 이어 두번째로 재적 기간이 길다.
- 2022년 6월 30일 게닌 출신의 지금은 유튜버 카지삿쿠의 카메라맨으로 활동중인 야마구치 야스타케와 결혼을 트위터나 유뷰브를 통해서 발표하였다.

## 친구/그외
- 미치시게 사유미(동기 오가와 마코토 친구), 다카하시 아이, 다나카 레이나, 카메이 에리
- 좋아하는 곳: 한국, 좋아하는가수: 모닝구무스메
- 언어: 일본어, 한국어(2개 국어)
- 한국인 팬들에게 한국과 관련된 물품을 선물을 받기도 했다.
- 가족: 부모님, 여동생, 쵸비땅(강아지), 야마구치 야스타케(남편)
- 좋아하는캐릭터:디즈니캐릭터

## 약력
- 2001년에 열린「모닝구무스메。LOVE 오디션 21」에서 다카하시 아이, 콘노 아사미, 오가와 마코토와 함께 합격.
- 위 오디션 방송 중에 (주) 토미사의 가라오케머신「키스 사이트」의 광고에 그랑프리인 하세가와 아이와 함께 준 그랑프리로서 출연한 것, 이미 모델 경험(잡지「키즈 데뷔 2000년 봄호」독자 모델 등)이 있는 것이 발각되어, 한때 일부 모닝구무스메。팬들 사이에서「커넥션 (여기서는 심사 담당 유력자와의 특별한 연고) 가입 의혹」으로 인터넷과 콘서트 회장 등에서 심한 비난을 받은 적이 있다.
- 테레비도쿄 계열 어린이 방송「오하스타」의 방송 내에서 열린 키즈 걸 오디션에서는 일반 응모 오디션(응모 약 1000명 이상) 을 거쳐 준그랑프리에 뽑혔다. 그랑프리는 하세가와 아이. 하세가와는 그랑프리 수상을 연예 경력으로 공표하고 있다. 특별상 2명(우에하라 츠카사&와타나베 레이나). 이 오디션에서는 노래 심사에서 탄포포의「乙女パスタに感動」를 불렀다.「키스 사이트」캠페인으로 도쿄 장난감쇼 2001에 출연하였다.
- 잡지 (키즈 데뷔 2000년 봄호)에서 메이컵 독자 모델로서 등장하였다. 독자 모델은 잡지에 응모하여 오디션에서 뽑혔다.
- 이 후의 모닝구무스메。오디션에서「다른 연예 프로덕션에 소속되어 있지 않을 것」이라는 요강이 추가된 것은, 이러한 경위가 있었기 때문이라는 설이 있다.
- 2002년 9월, 콘노 아사미, 메론키넨비의 시바타 아유미와 함께 3대 탄포포에 가입.
- 2006년 1월, 킥 베이스볼팀「메트로래비츠 H.P.」에 입단.
- 2007년 1월, 모닝구무스메。의 10주년을 기념하는 유닛 모닝구무스메。탄생 10년 기념대에 5기 대표로 참가.
- 2007년 4월, FM후지의 새 프로그램『Hello! Project Night』내의『GAKI.KAME』가 스타트. 카메이 에리와 함께 MC를 담당.
- 2007년 6월 1일,- 모닝구무스메。의 리더였던 후지모토 미키가 탈퇴하여 서브 리더였던 다카하시 아이가 신 리더에 취임함에 따라, 새로운 서브리더로 임명되었다.
- 2007년 6월 8일, 지난달 10일부터 출산 휴가에 들어간 쯔지 노조미의 후임으로서 TV 애니메이션「로비와 케로비」의 아테나 역할로 결정되었다.
- 2007년 9월, 미츠이 아이카, 나카지마 사키, 오카이 치사토와 함께 유닛「아테나&로비케로츠」를 결성하여「로비와 케로비」의 오프닝곡과「애니메로비」의 엔딩곡의 싱글을 발매하는 것이 발표되었다.
- 2007년 10월, 이달 24일에 일본과 한국에서 동시 발매된 모닝구무스메。10주년 베스트 앨범인「モーニング娘。ALL SINGLES COMPLETE ~10th ANNIVERSARY~」의 홍보를 위해 다카하시 아이, 쿠스미 코하루와 함께 26일부터 2박 3일 일정으로 한국을 방문하였다.
- 2008년 6월 1일, 한국 팬들이 손꼽아 기다리던 데뷔 10년 만에 처음으로 갖는 한국 콘서트가 열렸다. 리더인 다카하시와, 서브리더인 니이가키외 7명이 한국에서 라이브 콘서트를 갖게되었다.
- 2009년 4월 27일, 헬로! 프로젝트 한국인 멤버 오디션 對 동경소녀 촬영차 다카하시 아이, 다나카 레이나, 링링과 함께 한국을 방문하였다.
- 2010년 4월 30일, 스타☆블로에서 블로그 개시.
- 2011년 1월 9일, 5기 멤버이자 모닝구무스메。의 리더인 다카하시 아이의 졸업 발표로, 2011년 8월부터 모닝구무스메。의 7대 리더와 헬로! 프로젝트의 3대 리더가 되는 것이 결정되었다.
- 2011년 10월 1일, 모닝구무스메。의 7대 리더에 취임.
- 2012년 1월 2일, 나카노 선플라자에서 행해진「Hello! Project 2012 WINTER 하로☆프로 천국」에서 동년 봄에 개최되는「모닝구무스메。콘서트 투어 2012 봄 ~울트라 스마트~」의 최종 공연을 마지막으로 모닝구무스메。그리고 헬로! 프로젝트를 졸업하는 것을 발표[1].
- 2012년 2월 17일, Ameblo에서 블로그 개시.
- 2012년 5월 18일,「모닝구무스메。콘서트 투어 2012 봄 ~울트라 스마트~」에서 미츠이 아이카와 함께 모닝구무스메。그리고 헬로! 프로젝트를 졸업.
- 2012년 5월 21일, 6월부터의 M-line club의 가입이 발표되었다[2].
- 2012년 10월 1일, 소속사 J.P ROOM으로 이적.
- 2020년 8월 1일, 동년 7월 31일을 기해 소속 사무소인 J.P ROOM와의 전속 매니지먼트 계약을 종료하였다고 발표[3].
- 2020년 8월 2일, 유튜브 채널을 개설[4].
- 2022년 6월 30일, 게닌 출신의 유튜버이자 카지삿쿠의 카메라맨으로 활동중인 야마구치 야스타케와 결혼을 트위터와 유튜브를 통해서 발표하였다.

## 작품

### CD
- 하로커버 니이가키 리사 (2012년 9월 5일, 한정 판매)

### 착신 앨범
- NIIGAKI RISA1 (2022년 9월 16일)

### DVD
- 아로하로! 니이가키 리사 DVD (2007년 6월 13일, Zetima)
- 아로하로!2 니이가키 리사 DVD (2009년 1월 21일, Zetima)
- 아로하로!3 니이가키 리사 DVD (2010년 7월 14일, Zetima)
- as it is (2012년 5월 16일, Zetima)

## 출연

### 텔레비전 방송
- 하로! 모닝구。(2001년 10월 28일 ~ 2007년 4월 1일, 테레비도쿄)
- 틴틴TOWN! (2002년 7월 5일 ~ 2004년 3월 26일, 니혼테레비)
  - 패션 모델과 멋쟁이 연구소 주임 연구 조수인 리사 역할
- 나가라! 고록키즈 (2003년 9월 29일~12월 26일, 테레비도쿄)
- 후타리고토 (2004년 7월 1일 ~ 2일 · 23일 - 29일, 테레비도쿄)
- 마녀。리카짱의 매지컬 비유덴 (2004년 10월 21일 - 11월 10일, 테레비도쿄)
- 무스메DOKYU! (2005년 6월 13일 ~ 30일, 테레비도쿄)
- 하로모니@ (2007년 4월 8일 ~ 2008년 9월 28일, 테레비도쿄)
- 로비와 케로비 (2007년 7월 8일(16화~) ~ 2008년 3월 30일, 테레비오사카-테레비도쿄계열)
- 풋스마 (2008년 7월 8일, 테레비아사히)
- 요로센! (2008년 10월 6일 ~ 2009년 3월 27일, 테레비도쿄)
- 미녀방담 (2009년 10월 29일 · 11월 5일, 테레비도쿄)

### 텔레비전 드라마
- 수학♥여자학원 (2012년 1월 11일 ~ 3월 28일, 니혼테레비) - 토리우미 나기사 역

### 라디오 방송
레귤러
- 탄포포 편집부 OH-SO-RO! (2002년 9월 24일 ~ 2003년 9월 23일, TBS 라디오)
- GAKI · KAME (2007년 4월 8일 ~ 2008년 9월 27일, FM후지)
- FIVE STARS (2009년 4월 6일 ~ 2010년 12월 13일, Inter FM)
- Risa's NightHouse (2011년 10월 4일 ~ 2012년 3월 27일, Inter FM)

단발
- TBC FUN 필드 모레츠 모대쉬 (2005년 4월 1일 ~ 15일 · 7월 25일 ~ 8월 5일 · 11월 7일 ~ 18일 · 2007년 7월 18일 ~ 27일, TBC 라디오)
- 하로프로야넨! (2004년 2월 20일 · 3월 26일 · 2005년 6월 10일 ~ 24일 · 2006년 12월 15일, ABC 라디오)
- 아침까지 하로프로야넨!4 (2006년 12월 17일, ABC 라디오)

### 이벤트
- 6월도 헬로! 프로젝트 FC한정 이벤트 (2005년 6월 6일 ~ 7일, 퍼시픽헤븐)

### 영화
- 정말로 있던 무서운 이야기 3D (2010년 10월 16일, 펄 기획)

### 라이브
- 아이가키 LIVE 2024 ~This is who we're now~ (2024년 2월 18일, COTTON CLUB) - 다카하시 아이와 합동 라이브

### 뮤지컬· 무대
- 리본 ~생명의 오디션~ (2011년 10월 8일 - 17일, 전노제 홀 스페이스 제로) - 잔 다르크 역
- 사나다 십용사 ~우리들을 지키고 싶었던 것~ (2011년 12월 2일 - 11일, 텐노쥬 겔럭시 씨어터) - 유키노 역
- 미노리 (2012년 6월 29일 - 7월 10일, 이케부쿠로 씨어터 그린 BIG TREE THEATER)
- 텀블링 vol.3 (2012년 8월 8일 - 12일, 도쿄 국제 포럼 홀 C / 8월 17일 - 19일, 이온화장품 씨어터 BRAVA!)

## 서적

### 사진집
- 5 모닝구무스메。5기 멤버 사진집 (2002년 8월 16일, 와니북스) ISBN 4-8470-2721-3
- 1st 솔로 사진집「新垣里沙」(2004년 10월 7일, 와니북스) ISBN 4-8470-2827-9
- 2nd 솔로 사진집「あま夏」(2006년 6월 25일, 와니북스) ISBN 4-8470-2941-0
- 3rd 솔로 사진집「一瞬」(2007년 5월 27일, 와니북스) ISBN 4-8470-4013-9
- 4th 솔로 사진집「Happy Girl」(2008년 4월 25일, 와니북스) ISBN 4-8470-4080-1 {{isbn}}의 변수 오류: 유효하지 않은 ISBN.
- 5th 솔로 사진집「アロハロ!新垣里沙写真集-MAHALO-」(2010년 7월 14일, 카도카와그룹퍼블리싱) ISBN 978-4-04-895090-9
- 모닝구무스메。라스트 사진집「ASCENSION」(2012년 4월 27일, 와니북스) ISBN 978-4-8470-4455-7

### 잡지
- B.L.T. MOVIE GIRLS vol.3 (2010년 9월 30일, 도쿄 뉴스 통신사) ISBN 978-4-86336-112-6